# دیم (شهرستان آلشیفسکی، باشقیرستان)
دیم (به لاتین: Dim) یک منطقهٔ مسکونی در روسیه است که در باشقیرستان واقع شده‌است.